# Get Shorty

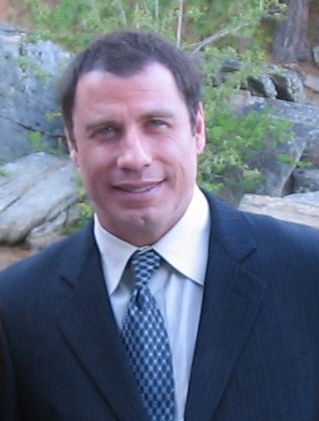
John Travolta

Get Shorty é um filme estadunidense de 1995, do gênero comédia, dirigido por Barry Sonnenfeld e com roteiro baseado em livro homônimo de Elmore Leonard.
Este filme teria uma seqüência em 2005: Be Cool.

## Sinopse
Um mafioso é enviado a Los Angeles para cobrar uma dívida de jogo de um produtor de filmes classe B. Lá chegando, desvenda a oportunidade de ter outro tipo de vida e trabalhar em seu sonho, que é fazer cinema.

## Elenco
- John Travolta .... Chili Palmer
- Gene Hackman .... Harry Zimm
- Rene Russo .... Karen Flores
- Danny DeVito .... Martin Weir
- Dennis Farina .... Ray 'Bones' Barboni
- Delroy Lindo .... Bo Catlett
- James Gandolfini .... Bear
- Jon Gries .... Ronnie Wingate
- Renee Props .... Nicki
- David Paymer .... Leo Devoe
- Martin Ferrero .... Tommy Carlo
- Miguel Sandoval .... sr. Escobar
- Jacob Vargas .... Yayo Portillo
- Bobby Slayton .... Dick Allen
- Linda Hart .... Fay Devoe

## Principais prêmios e indicações
Globo de Ouro 1996 (EUA)
- Venceu na categoria de Melhor Ator - Comédia/Musical (John Travolta).
- Indicado nas categorias de Melhor Filme - Comédia/Musical e Melhor Roteiro.

Festival de Berlim 1996 (Alemanha)
- Indicado na categoria de Melhor Filme.

Prêmio Edgar 1996 (Edgar Allan Poe Awards, EUA)
- Indicado na categoria de Melhor Filme.

American Comedy Awards 1996 (EUA)
- Venecu na categoria de Ator Principal mais Engraçado em Cinema (John Travolta), Ator Coadjuvante mais Engraçado em Cinema (Dennis Farina) e Atriz Coadjuvante mais Engraçada em Cinema (Bette Midler).
- Indicado na categoria de Ator Principal mais Engraçado em Cinema (Gene Hackman).